# La montagna dell'anima
La montagna dell'anima (灵山) è un romanzo di Gao Xingjian, pubblicato per la prima volta nel 1989, quando l'autore era già espatriato in Francia a causa degli attriti col regime comunista cinese.
Il libro, che rappresenta un crocevia tra la forma romanzo, il trattato filosofico e il saggio antropologico, valse a Gao Xingjian il Premio Nobel per la Letteratura nel 2000.

## Trama
La voce narrante, di capitolo in capitolo, si alterna tra un Io e un Tu. L'Io è uno scrittore perseguitato dal regime comunista che, a seguito della diagnosi di un cancro al polmone, si mette in viaggio nel sudovest della Cina. Il Tu invece, dopo averne sentito parlare da un viaggiatore, parte alla ricerca di Lingshan, la Montagna dell'Anima, luogo mistico avvolto nelle nebbie umide della Cina dei grandi fiumi.
Tra le memorie dell'antica Cina - devastata dalla Rivoluzione culturale di Mao -, sciamani, briganti, zoologi e donne misteriose e affascinanti, l'Io e il Tu vengono accompagnati in una riscoperta di sé, all'insegna di un catastrofico - in senso etimologico, stravolgente - bilancio esistenziale.

## Edizioni
- Gao Xingjian, La montagna dell'anima, Traduzione di Mirella Fratamico, Introduzione di Alessandra C. Lavagnino, BUR Rizzoli, Milano, 2002 ISBN 978-88-17-02502-7
- Gao Xingjian Soul Mountain, Traduzione dal cinese di Mabel Lee, Introduzione di Mabel Lee, Flamingo, Hammersmith, London, 2001 ISBN 0-00-711923-2